# Yan Mingyong
Yan Mingyong (China, 1985) es un gimnasta artístico chino, especialista en la prueba de anillas, con la que ha sido campeón del mundo en 2009 y subcampeón en 2010.

## Carrera deportiva
En el Mundial de Londres 2009 gana el oro en la competició de anillas, por delante del búlgaro Yordan Yovchev (plata) y del ucraniano Olexander Vorobiov.
En el Mundial de Róterdam 2010 gana la plata en la misma competición de anillas, tras su compatriota Chen Yibing y por delante del italiano Matteo Morandi (bronce). 